# Seopan
SEOPAN es la Asociación de Empresas Constructoras y Concesionarias de Infraestructuras. Su presidente es Julián Núñez.

## Historia
SEOPAN, es la Asociación de Empresas Constructoras y Concesionarias de Infraestructuras, fundada en 1956 con la finalidad de representar y defender los intereses de las empresas nacionales, que construyeron las bases en España, para el Ejército de los Estados Unidos. Aquella asociación la conformaron 39 empresas, que se alternaron en la ostentación de la presidencia durante los primeros años de historia, hasta que en 1966 se llevó a cabo una refundación de la asociación, incorporándose un equipo de dirección independiente. A partir de ese año, se comienzan a elaborar unos informes anuales de la construcción en los que analizan los principales indicadores del sector de la construcción, tales como la demanda pública, los costes y consumos de materiales, o el empleo movido por el sector. 
En 2014 fusionó sus actividades con ASETA (Asociación de Sociedades Españolas Concesionarias de Autopistas, Túneles, Puentes y Vías de Peaje) y ATTA (Asociación Tecnológica para el Tratamiento de Agua) para aprovechar sinergias, potenciar la defensa de sus asociados, ampliar su actividad nacional e internacional y ganar representatividad.
La organización tiene 39 asociadas de pleno derecho dedicadas a la construcción y gestión de infraestructuras públicas mediante concesiones. De ellas, seis cotizan en la Bolsa de Madrid. En conjunto, las asociadas representan un volumen de producción cercano a los 73.000 millones de euros, proporcionando empleo a más de 400.000 personas.
Los fines de SEOPAN promover de forma activa la inversión en infraestructuras y el impulso de los proyectos de colaboración público-privada como elementos decisivos para la competitividad y crecimiento económico en España, fomentar y defender la iniciativa privada y la libertad de empresa en el sector de construcción, concesiones de infraestructuras y tecnología del agua, y la protección de los intereses comunes de sus asociadas ante las Administraciones públicas, las instituciones y la sociedad, además de su representación ante todas ellas, tanto en España como en el exterior.

## Estructura
La Junta Directiva es el órgano de gobierno y de representación de la Asociación, de acuerdo con las disposiciones y directivas de la Asamblea General. Está constituida por el presidente de la Asociación, el secretario y los vocales designados, cada dos años, de entre sus socios, por la Asamblea General. El acceso a la Junta es abierto y pueden formar parte de la misma todos los socios que reúnan las condiciones exigidas por los estatutos. Los miembros de la Junta Directiva no perciben remuneración ni dieta alguna por su pertenencia a la misma.
Los Comités de Concesiones de Infraestructuras, de Construcción y de Tecnología del Agua son los órganos de gobierno y de representación, que gestionan y representan los intereses de las empresas de la Asociación en todos aquellos asuntos relacionados con dichas actividades desarrolladas por sus empresas miembros, de acuerdo con las disposiciones y directivas de la Asamblea General y Junta Directiva.
Están constituidos por el presidente de la Asociación, el secretario, el director del comité y por las empresas miembros designadas por la Junta Directiva, cuya actividad la constituya las concesiones de infraestructuras, construcción y la tecnología del agua. Las empresas miembros de cada uno de los comités son designadas, por plazo de dos años prorrogables por iguales periodos.
Para el estudio de los asuntos de interés común de los asociados se han constituido diferentes Comisiones técnicas: Internacional, Laboral, Fiscal, Jurídica, Comunicación, I+D+i, Prevención de Riesgos Laborales, Maquinaria, Calidad y Medioambiente, Tecnología, Índices, Explotación, Tecnología & Marketing y Autovías y sostenibilidad. Estas Comisiones están compuestas por representantes designados por las empresas asociadas.

## Internacionalización Empresas SEOPAN
Dentro de la Asociación figuran destacadas multinacionales españolas, que se sitúan en muchos aspectos en los primeros lugares del ranking frente a sus competidoras de la Unión Europea y del mundo.
La alta tecnificación y la implantación de sistemas innovadores de gestión, aseguramiento de la calidad, gestión medioambiental, información y control permiten a las empresas que componen SEOPAN atender con éxito las demandas de cualquier proyecto de construcción de infraestructuras. Asimismo, su presencia en los mercados exteriores es cada vez más sólida, tanto en la ejecución de contratos en régimen de concesión como en el campo de las infraestructuras viarias, hidráulicas y de servicios.
Las compañías asociadas en SEOPAN se orientan hacia la gestión integral de proyectos –incluyendo financiación, diseño, ejecución, explotación y mantenimiento-, lo que les permite atender con éxito los retos planteados por los sistemas de financiación de infraestructuras extra-presupuestarios, bien sean con financiación privada o a través de sistemas de colaboración público-privada (CPP).

## Transparencia
SEOPAN publica en su página web toda la información relevante de la Asociación, en cumplimiento de las obligaciones que le impone la Ley 19/2013, de 9 de diciembre, de transparencia, acceso a la información pública y buen gobierno, y para reafirmar su compromiso con la transparencia, y garantizar la mayor eficiencia y equidad en la gestión de los recursos públicos, y la igualdad de oportunidades entre las empresas y profesionales, principios esenciales para la competitividad y el desarrollo económico y social de nuestra sociedad.

## Socios
En la actualidad, hay asociadas 39 empresas constructoras, entre las que se encuentran las de mayor actividad en el sector de la construcción español, así como las seis grandes constructoras españolas:
- ACCIONA
- DRAGADOS
- FCC CONSTRUCCIÓN
- FERROVIAL
- SACYR
- OHLA
- ABERTIS
- SANJOSE
- COMSA
- VÍAS Y CONSTRUCCIONES
- AGUAS DE BARCELONA
- COPROSA Archivado el 22 de octubre de 2018 en Wayback Machine.
- PAVASAL
- AQUAMBIENTE
- GLOBALVIA
- ITÍNERE
- ROADIS
- ALEÁTICA
- RUBAU
- OBRAS Y SERVICIOS PÚBLICOS
- PECSA
- ASCAN
- LICUAS
- DE CONSTRUCCIONES ABALDO (enlace roto disponible en Internet Archive; véase el historial, la primera versión y la última).
- ACESA
- INVICAT
- AUCAT
- AULESA
- AVASA
- CASTELLANA DE AUTOPISTAS
- AUTEMA
- AUSOL
- ACEGA
- AUCALSA
- AUDASA
- AUDENASA
- AUTOESTRADAS DE GALICIA
- AUSUR
- GUADALCESA

## Presidentes
- D. Ramón de Caso (1958- 1968)
- D. José Luis Córdoba (1968- 1975)
- D. Ignacio Briones (1975-1979)
- D. José Mª López de Letona (1979- 1986)
- D. Antonio Durán (1986- 1988)
- D. Rafael del Pino (1988- 1989)
- D Jesús Roa (1989- 1990)
- D. Mariano Aísa (P.Ejecutivo) (1990- 1994)
- D. Fernando Bilbao  (P.Ejecutivo) (1994- 2003)
- D. Enrique de Aldama (P.Ejecutivo)  (2004-2007)
- D. David Taguas (P.Ejecutivo)  (2008-2012)
- D. Baldomero Falcones (2012-2013)
- D. Julián Núñez (P.Ejecutivo) (2013- Actualidad)